# 三岔河镇 (阿荣旗)
三岔河镇，是中华人民共和国内蒙古自治区呼伦贝尔市阿荣旗下辖的一个乡镇级行政单位。

## 行政区划
三岔河镇下辖以下地区：
沃尔汇村、三岔河村、新胜村、石井村、白桦村、磨石村、辋窑沟村、护林村、靠林村、韭菜沟村、余粮庄村、老山头村、柳毛沟村、堆粮山村和巨发村。